# Тетерковский сельсовет
Тетерковский сельсовет — административная единица на территории Браславского района Витебской области Белоруссии. Административный центр — деревня Тетерки.

## География
Рядом с населёнными пунктами Иказнь, Колесники, Самуйлы расположено озеро Иказнь.

## Состав
Тетерковский сельсовет включает 49 населённых пунктов:
- Антоново — деревня
- Белобоки — деревня
- Биейки — деревня
- Бондоровщина — хутор
- Боровые — хутор
- Бороденичи — деревня
- Буевщина — деревня
- Висяты — деревня
- Голубовщина — деревня
- Густаты — деревня
- Гущино — деревня
- Дирничи — деревня
- Заполевщина — деревня
- Запружаны — деревня
- Заречаны — хутор
- Хутора Иказненские — деревня
- Иказнь — агрогородок
- Иново — деревня
- Иново-Малое — деревня
- Исаковцы — деревня
- Клявсы — деревня
- Колесники — деревня
- Концииновка — деревня
- Конциново — хутор
- Леонковичи — деревня
- Линковщина — деревня
- Мильки — агрогородок
- Отрадное — деревня
- Петкуны — деревня
- Подгайцы — деревня
- Поддубники — деревня
- Пожардье — деревня
- Пасютишки — хутор
- Рафалово — деревня
- Репище — деревня
- Реуты — деревня
- Рисевичи — деревня
- Рудобисть — деревня
- Самуйлы — деревня
- Слобода-Сосновка — деревня
- Солоковщина — деревня
- Споруны — деревня
- Старики — деревня
- Стрижки — деревня
- Судники — деревня
- Тетерки — деревня
- Углы — деревня
- Укля — деревня
- Шавляны — деревня

Упразднённые сельские населённые пункты:
- Александриново — хутор
- Видоки — хутор
- Воропанщина — деревня
- Вымск — деревня
- Дедушки — деревня
- Дерванишки — хутор
- Зайново — хутор
- Игнатовщина — деревня
- Кузьмовщина — деревня
- Кулаки — хутор
- Майоровцы — деревня
- Овсяночка — хутор
- Павловщина — хутор
- Печары — хутор
- Подлипки (Браславский район) — хутор
- Ренгелишки — деревня
- Спокойность — хутор
- Табакеровщина — хутор
- Тарилово — хутор
- Хлебовщина — деревня
- Шаколевщина — деревня